# Іштван Авар
Ште́фан А́уер (рум. Ștefan Auer) (28 травня 1905, Арад, Австро-Угорщина — 13 жовтня 1977, Капошвар, Угорщина) — румунський і угорський футболіст, нападник. По завершенні ігрової кар'єри — футбольний тренер. Більш відомий як І́штван А́вар (угор. Avar István).

## Життєпис
Народився 28 травня 1905 року в місті Арад. Вихованець місцевої команди АМЕФА. У сезоні 1925/26 клуб дійшов до півфіналу чемпіонату Румунії, де поступився майбутньому переможцеві. Штефан Ауер отримав виклик до національної збірної. Дебют відбувся 25 квітня 1926 року. В Бухаресті румунські футболісти здобули переконливу перемогу над збірною Болгарії. Забив останній із шести м'ячів у ворота суперників.
У червні наступного року провів другий, і останній, поєдинок у складі збірної Румунії. Матч з поляками завершився внічию, а Штефан Ауер відзначився «дублем». Того сезону захищав кольори клубу «Колтея». Команда з Брашова дійшла до фіналу національного чемпіонату. Але у вирішальному поєдинку, сильнішим виявився столичний «Кінезул».
1928 року переїхав до Угорщини. Змінив ім'я та прізвище на місцевий лад — Іштван Авар. До 1935 року захищав кольори одного з найсильніших клубів тогочасної континентальної Європи — «Уйпешта». Разом з командою чотири рази святкував перемогу в національному чемпіонаті. Всього в лізі провів 150 матчів і забив 162 м'ячі.
На шляху до фіналу кубку Мітропи 1929 «Уйпешт» переграв празьку «Спарту» і віденський «Рапід». У першому фінальному поєдинку угорці здобули перемогу з великим рахунком над чехословацькою «Славією». Матч-відповідь завершився внічию, і цього було достатньо для загальної перемоги команди з столиці Угорщини. Іштван Авар став найрезультативнішим гравцем турніру — 10 голів у семи матчах.
Влітку 1930 року, коли на футбольних полях Уругваю, проходив перший чемпіонат світу, швейцарський «Серветт» організував альтернативний турнір — Кубок Націй. У ньому брали участь представники десяти країн Європи. Від Італії, Нідерландів, Швейцарії, Бельгії, Чехословаччини, Німеччини і Угорщини приїхали до Женеви переможці національних чемпіонатів. Іспанія, Франція і Австрія направили переможців національних кубків. У попередніх раундах «Уйпешт» здобув перемоги над іспанським клубом «Реал Уніон», чемпіоном Нідерландів — «Гоу Егед Іглз» (Девентер) і господарями турніру — «Серветтом» із Женеви. У вирішальному матчі, як і рік тому у Кубку Мітропи, «Уйпешту» протистояла празька «Славія». Угорці тричі змусили Франтішека Планічку діставати м'яч з власних воріт і здобули перемогу на турнірі. Іштван Авар став кращим бомбардиром кубка націй — вісім забитих м'ячів. Наступного року був визнаний найкращим футболістом Угорщини.
У складі збірної Угорщини дебютував 6 жовтня 1929 року. До Будапешту приїхав найприпциповіший суперник — збірна Австрії. Господарі здобули перемогу з рахунком 2:1, а в ворота суперників забивали Йожеф Такач та Іштван Авар.
Чемпіонат світу 1934 року проходив за кубковою схемою (далі просувався переможець поєдинку). У першому матчі зі збірною Єгипту перебував у резерві. У чвертьфіналі жереб звів угорців з «вундертімом» — одним з головних претендентів на перемогу в чемпіонаті. Іштван Авар вийшов у стартовому складі. Відкрив рахунок у матчі Йоганн Хорват, а в другому таймі його подвоїв Карл Цишек. Єдиний м'яч у відповідь провів з пенальті Дьордь Шароші, і в результаті до квартету найсильніших пройшла австрійська збірна.
14 квітня наступного року Авар провів свій останній поєдинок у складі збірної Угорщини. У Цюриху його команда зазнала відчутної поразки від збірної Швейцарії (2:6). Всього за збірну Угорщини він провів 21 матч і забив 24 м'ячі.
1936 року повернувся до Румунії. Протягом п'яти сезонів захищав кольори столичного «Рапіда». З 1937 року був граючим тренером. Команда входила в число лідерів тогочасного румунського футболу. Чотири рази поспіль клуб вигравав національний кубок. Тривалим видався фінал 1940 року. Три матчі з бухарестським «Венусом» завершилися внічию і лише в четвертому поєдинку «Рапід» здобув перемогу над діючим чемпіоном країни (2:1). У переможців відзначилися Дан Гаврілеску і Юліу Бараткі, а в їх суперників — уродженець Чернівців Альфред Айзенбайссер. В чемпіонаті «Рапід» був також одним з лідерів. В чотирьох сезонах з п'яти клуб посідав друге місце. В сезоні 1939/40 Іштван Авар став кращим бомбардиром ліги — 21 гол. Всього за бухарестський клуб у чемпіонаті провів 73 матчі й забив 56 м'ячів.
У роки Другої світової війни був граючим тренером угорської команди «Капошвар Ракоці». Завершив виступи на футбольних полях 1946 року в складі клубу «Кашав».

## Статистика виступів за збірну
| Дата       | Місто    | Господарі  | Результат | Гості    | Турнір           | Голи | Примітки |
| ---------- | -------- | ---------- | --------- | -------- | ---------------- | ---- | -------- |
| 25/04/1926 | Бухарест | Португалія | 6 – 1     | Болгарія | товариський матч | 1    |          |
| 19/06/1927 | Бухарест | Румунія    | 3 – 3     | Польща   | товариський матч | 2    |          |
| Усього     |          | Матчів     | 2         |          | Голів            | 3    |          |

| Дата       | Місто    | Господарі      | Результат | Гості          | Турнір                             | Голи | Примітки |
| ---------- | -------- | -------------- | --------- | -------------- | ---------------------------------- | ---- | -------- |
| 06/10/1929 | Будапешт | Угорщина       | 2 – 1     | Австрія        | товариський матч                   | 1    |          |
| 08/06/1930 | Будапешт | Угорщина       | 6 – 2     | Нідерланди     | товариський матч                   | 3    |          |
| 21/09/1930 | Відень   | Австрія        | 2 – 3     | Угорщина       | товариський матч                   | -    |          |
| 22/03/1931 | Прага    | Чехословаччина | 3 – 3     | Угорщина       | Кубок Центральної Європи 1931—1932 | 3    |          |
| 12/04/1931 | Будапешт | Угорщина       | 6 – 2     | Швейцарія      | Кубок Центральної Європи 1931—1932 | 3    |          |
| 21/05/1931 | Белград  | Югославія      | 3 – 2     | Угорщина       | товариський матч                   | 2    |          |
| 20/09/1931 | Будапешт | Угорщина       | 3 – 0     | Чехословаччина | товариський матч                   | 1    |          |
| 04/10/1931 | Будапешт | Угорщина       | 2 – 2     | Австрія        | Кубок Центральної Європи 1931—1932 | -    |          |
| 08/11/1931 | Будапешт | Угорщина       | 3 – 1     | Швеція         | товариський матч                   | 2    |          |
| 13/12/1931 | Турин    | Італія         | 3 – 2     | Угорщина       | Кубок Центральної Європи 1931—1932 | 2    |          |
| 19/02/1932 | Каїр     | Єгипет         | 0 – 0     | Угорщина       | товариський матч                   | -    |          |
| 19/06/1932 | Берн     | Швейцарія      | 3 – 1     | Угорщина       | Кубок Центральної Європи 1931—1932 | -    |          |
| 30/10/1932 | Будапешт | Угорщина       | 2 – 1     | Німеччина      | товариський матч                   | -    |          |
| 17/09/1933 | Будапешт | Угорщина       | 3 – 0     | Швейцарія      | Кубок Центральної Європи 1933—1935 | 2    |          |
| 01/10/1933 | Відень   | Австрія        | 2 – 2     | Угорщина       | товариський матч                   | 1    |          |
| 29/04/1934 | Будапешт | Угорщина       | 4 – 1     | Болгарія       | Відбір до ЧС 1934                  | -    |          |
| 10/05/1934 | Будапешт | Угорщина       | 2 – 1     | Англія         | товариський матч                   | 1    |          |
| 31/05/1934 | Болонья  | Угорщина       | 1 – 2     | Австрія        | ЧС 1934 - 1/4 фіналу               | -    |          |
| 09/12/1934 | Мілан    | Італія         | 4 – 2     | Угорщина       | товариський матч                   | 1    |          |
| 09/12/1934 | Дублін   | Ірландія       | 2 – 4     | Угорщина       | товариський матч                   | 2    |          |
| 14/04/1935 | Цюрих    | Швейцарія      | 6 – 2     | Угорщина       | Кубок Центральної Європи 1933—1935 | -    |          |
| Усього     |          | Матчів         | 21        |                | Голів                              | 24   |          |

## Досягнення

### Командні
- Володар кубка Мітропи (1): 1929
- Володар кубка Націй (1): 1930
- Чемпіон Угорщини (4): 1930, 1931, 1933, 1935
- Володар кубка Румунії (4): 1937, 1938, 1939, 1940

### Особисті
- Найкращий бомбардир кубка Мітропи (1): 1929
- Найкращий бомбардир кубка націй (1): 1930
- Футболіст року в Угорщині (1): 1931
- Кращий бомбардир чемпіонату Румунії (1): 1940